# Koller József (szerzetes)

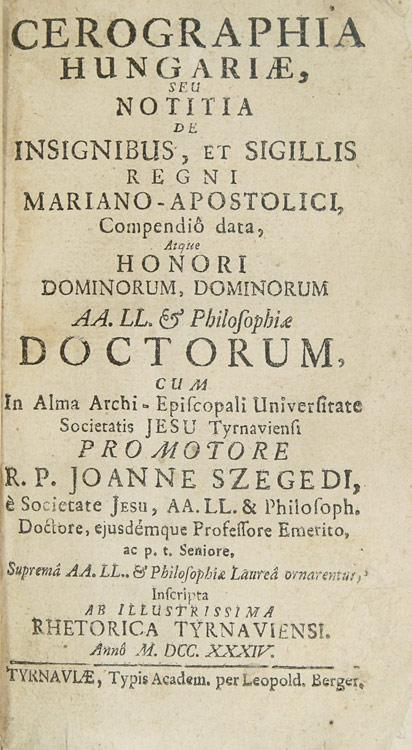
A Cerographia címlapja

Koller József (Magyaróvár, 1703. december 14. – Gutenbrunn, Alsó-Ausztria, 1766. szeptember 3.) jezsuita szerzetes, apostoli gyóntató. A neve előfordul Kohler alakban is. Nem tévesztendő össze nagymányai Koller József (1745–1832) történész, pécsi nagyprépost személyével.

## Életútja
1719-ben lépett be a jezsuita rendbe. Bécsben teológiát hallgatott, ahol 1733-ban szentelték pappá. Nagyszombatban kezdett tanítani, majd 1737-től a bécsi egyetem erkölcstani tanára, a Pázmáneum spirituálisa és az egyetemi templom hitszónoka. 1738-tól Nagyszombatban filozófiát és jogot tanított, 1741-től Trencsénben a novícmester asszisztense, 1743-tól a nagyszombati szeminárium rektora, majd Budán igazgató és az erkölcstan tanára volt.
1745-től apostoli gyóntató, 1751-től Bécsben újra az erkölcstan tanára, 1752-től rendtartományi tanácsos és a tartományfőnök asszisztense, 1755-től győri, 1758-tól pozsonyi házfőnök, majd 1761. május 6-án az osztrák tartomány főnökévé nevezték ki. 1761. július 1-jétől a császári hadsereg tábori főlelkésze. A halál egy Mária-kegyhelyen szolgálat közben érte.
Az első magyar pecséttani mű, a Cerographia Hungariae szerzője. Ebben foglalkozott Magyarország címerének szimbolikájával, a tartományi és vármegyei címerekkel. Latin nyelvű verseket is írt.

## Művei
- Imago heroum, qui de cognatis prosopiis Pálfi de Erdőd et Erdődi de Monyorókerék... praemissa vita cardinalis Bakacz ab Erdőd. Nagyszombat, 1729 (névtelenül)
- Cerographia Hungariae, seu notitia de insignibus, et sigillis regni Mariano-Apostolici, Compendiô data, ... cum In Alma Archi-Episcopali Universitate Societatis Jesu Tyrnaviensi promotore R. P. Joanne Szegedi [Szegedy János]... Tyrnaviae [Nagyszombat], 1734. Typis Academ. per Leopold. Berger (rézmetszetekkel, névtelenül) Online
- Fasti Austriae (Bécs, 1736)
- Laudatio funebris Guidoboldi Starrhemberg (Bécs, 1737)
- Panegyricus S. Jo. Franc. Regis in ejus Apotheosi (Bécs, 1738)

## Lásd még
- Hármas halom